# Wolfgang Supper

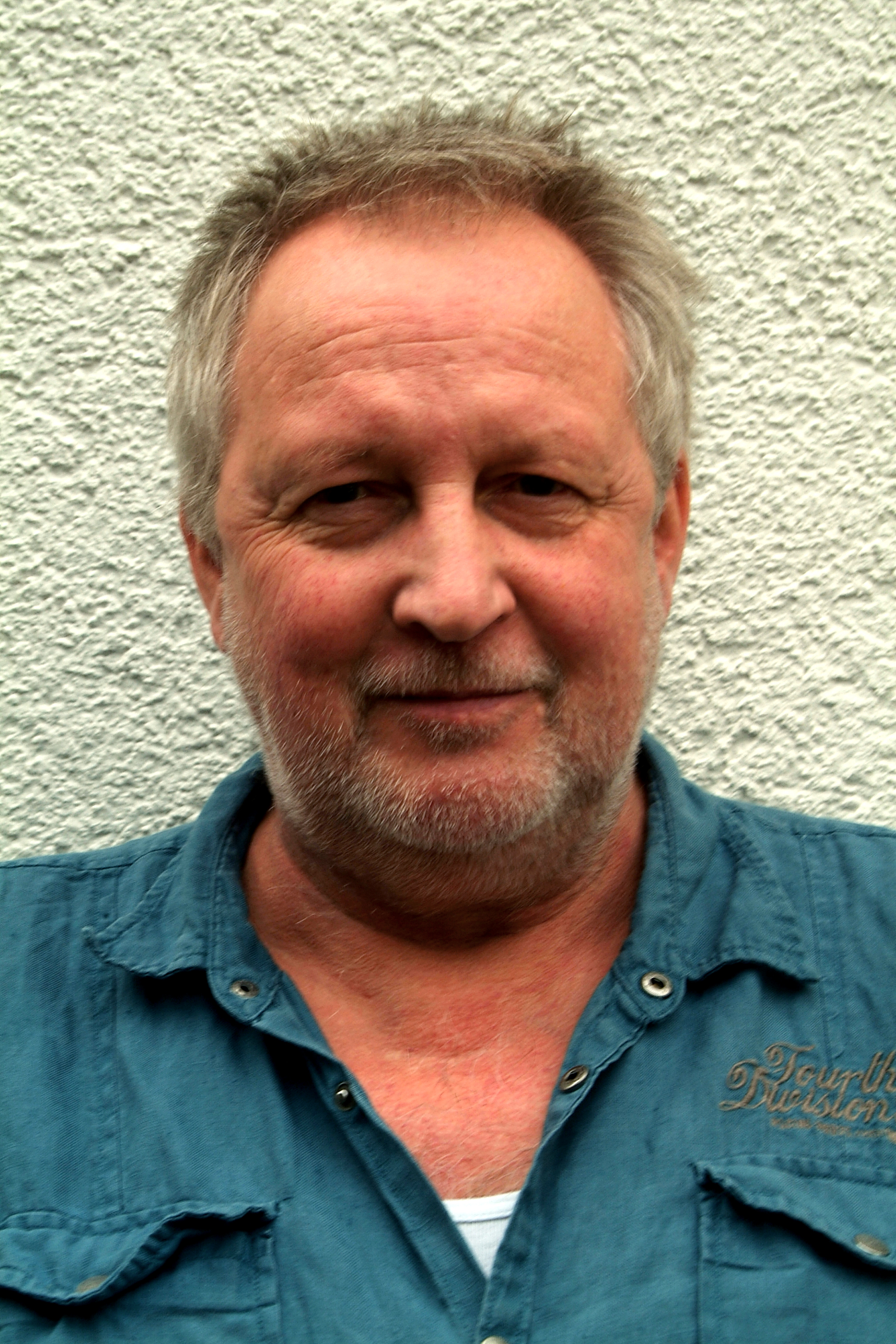
Wolfgang Supper 2012 vor seinem Wohnhaus im hannoverschen Stadtteil Linden-Nord

Wolfgang Supper (* 22. Dezember 1953 in Empelde) ist ein deutscher Bildhauer.

## Leben

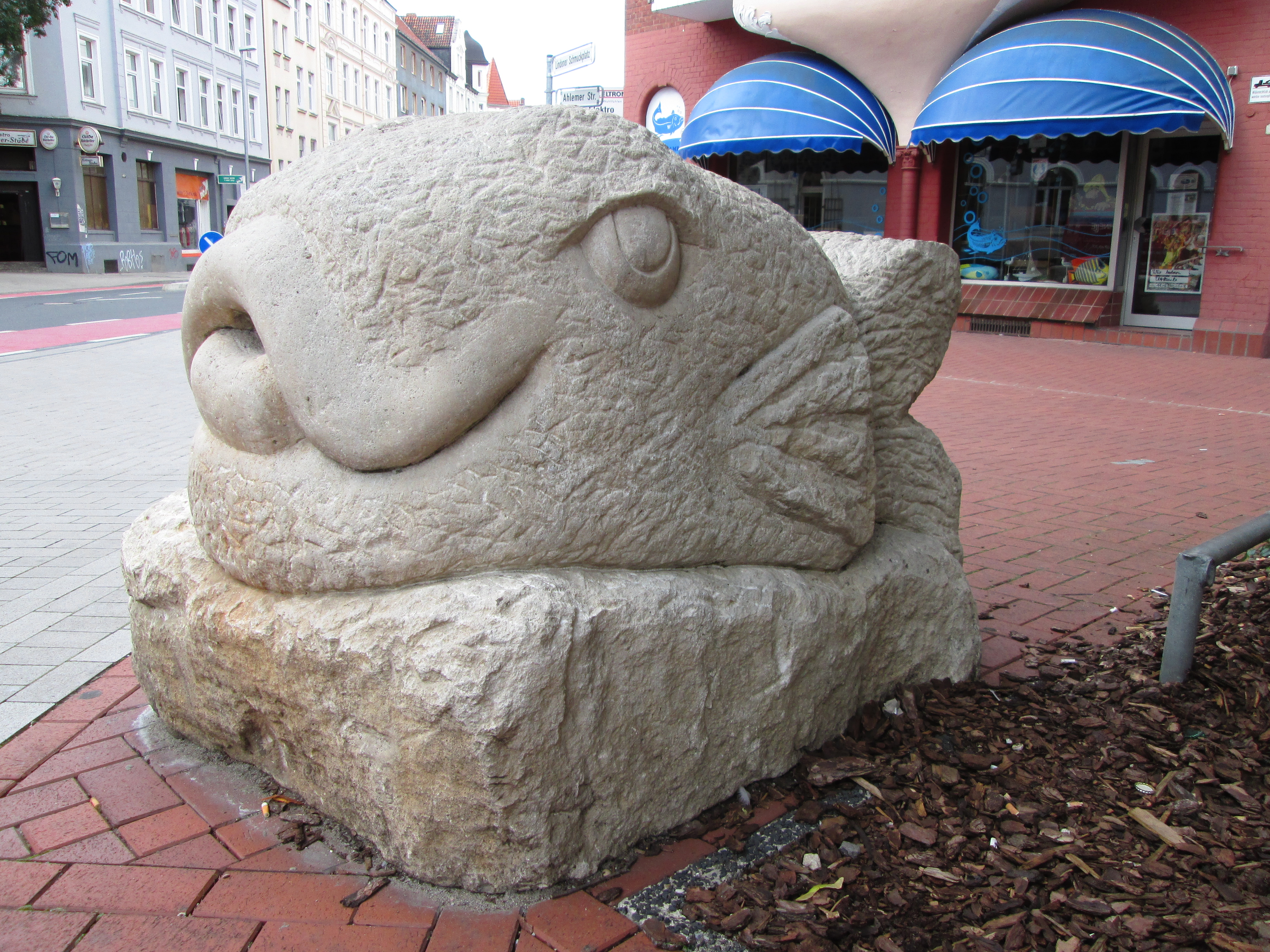
Eine von zwei Fischskulpturen am Schmuckplatz Ecke Kötnerholzweg in Linden

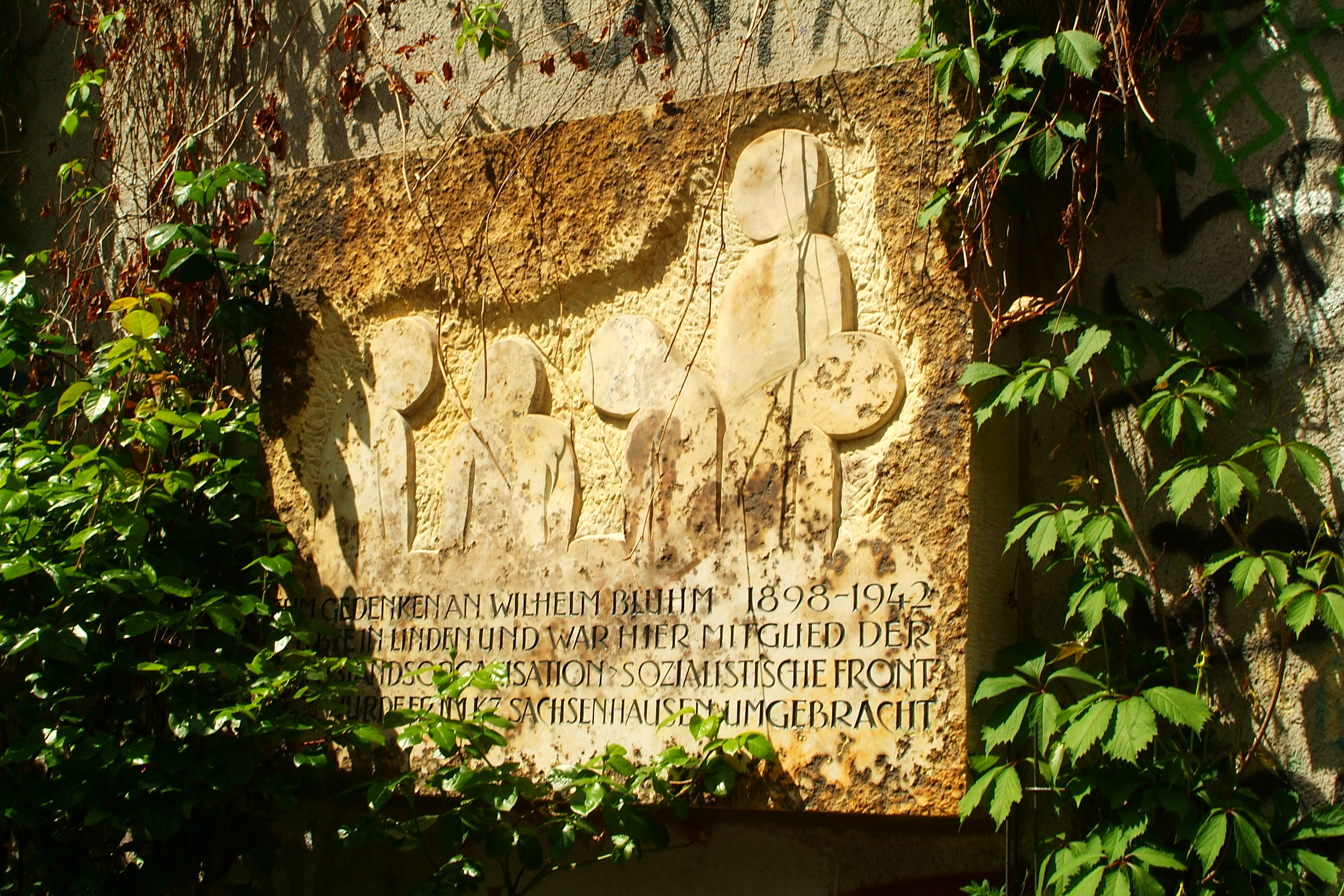
Gedenkplatte für den Widerstandskämpfer Wilhelm Blum am Kulturzentrum Faust

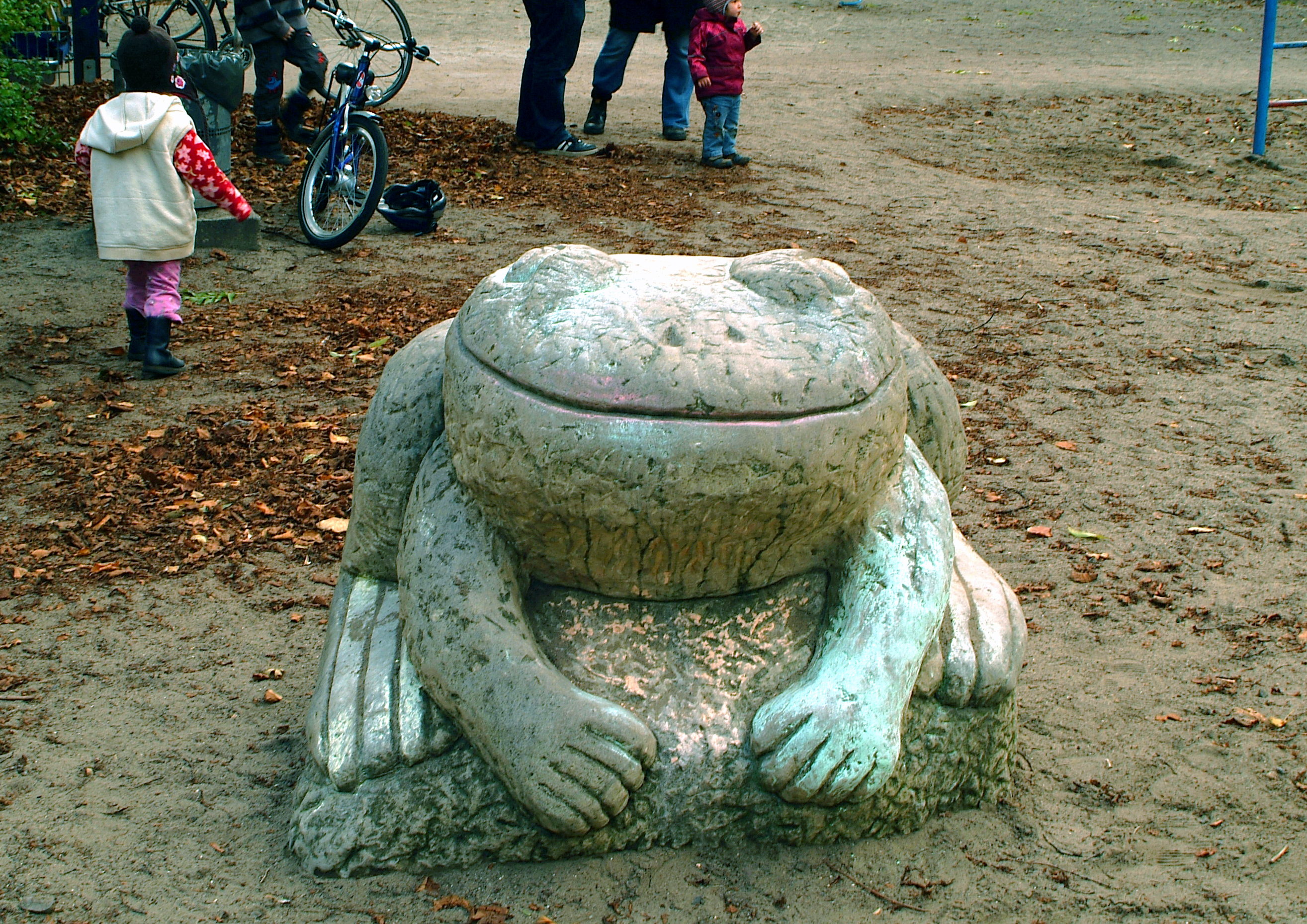
Dicker Frosch auf dem Kinderspielplatz am Pfarrlandplatz in Hannover-Linden

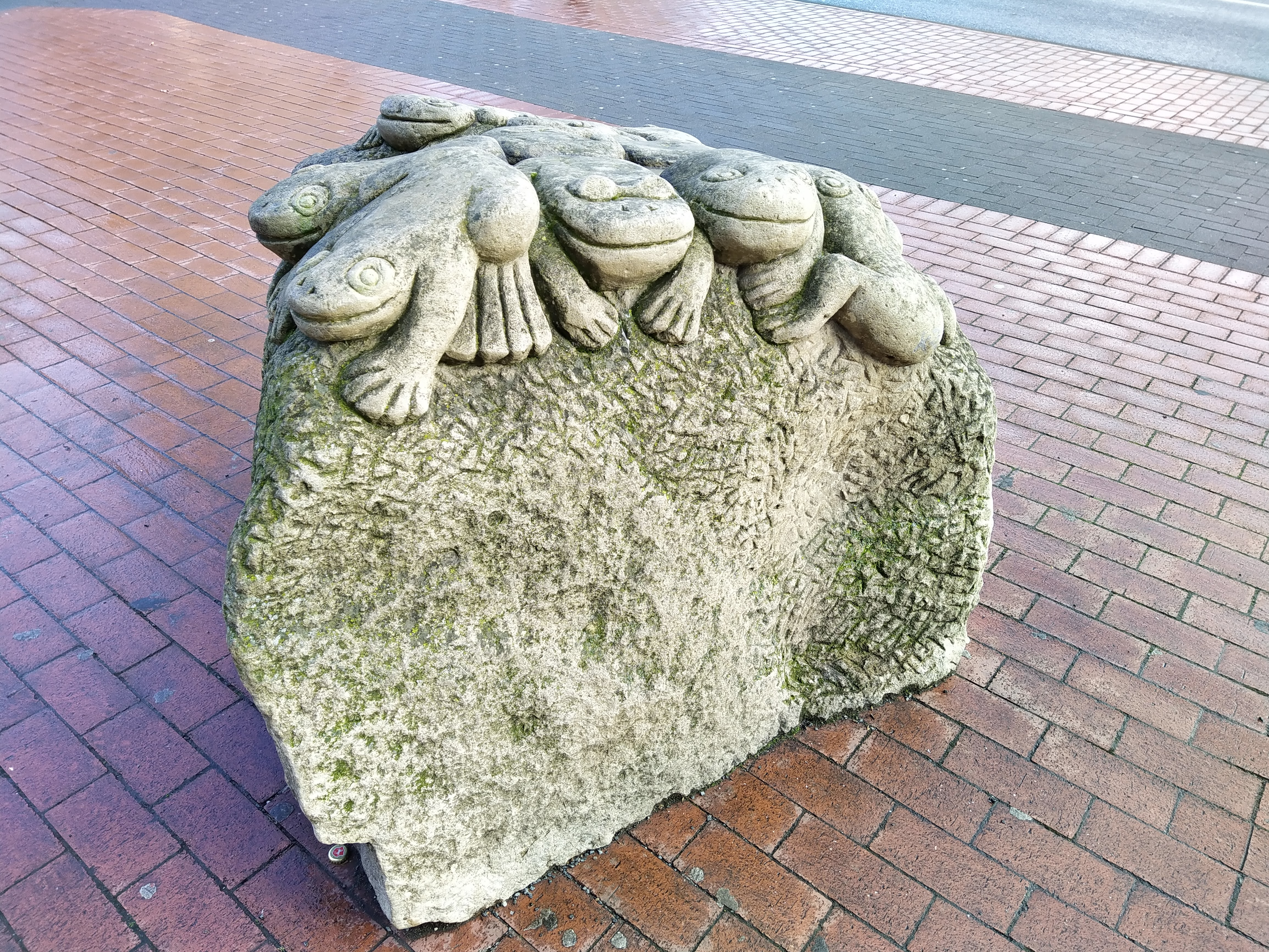
Frösche auf der Limmerstraße Ecke Fössestraße

Der 1953 in Empelde geborene Supper wuchs in Linden auf, wo er die Volksschule Salzmannschule besuchte. Anschließend durchlief er zunächst eine Lehre zum Bäcker in einer traditionsreichen Bäckerei am Pfarrlandplatz. Daneben spielte er in seiner Jugend Rugby im SV Linden 07 – der damals noch an der Schleuse Limmer lag – sowie beim TSV Victoria Linden. Von 1981 bis 1983 durchlief Supper zudem eine Ausbildung zum Bildhauer, während er sich auf dem Zweiten Bildungsweg auf ein Studium vorbereitete, um von 1984 bis 1990 Freie Kunst an der Fachhochschule Hannover zu studieren und mit dem Diplom abzuschließen. Unterdessen war er bereits 1987 als freischaffender Künstler tätig geworden.
Nachdem Supper ab 1989 verschiedene Seminare und Kurse für Kinder und Erwachsene angeboten hatte, begann er ab 1992 an verschiedenen Schulen in Hannover mit der Durchführung von Steinprojekten.
Ab 1994 wirkte Supper als freier Mitarbeiter an der als Verein organisierten Werkschule Oldenburg.
Wolfgang Supper beschickte zahlreiche Ausstellungen mit seinen Arbeiten. Zahlreiche seiner Skulpturen finden sich in Privatbesitz, teils in England, Frankreich, Belgien, Italien und Schweden. Zudem finden sich Werke Suppers dauerhaft im öffentlichen Raum installiert oder beispielsweise in Kindergärten in Godshorn oder Altwarmbüchen.
Anfang des 21. Jahrhunderts betrieb Supper ein Atelier unter der Adresse Kötnerholzweg 60A in Hannover.

## Ausstellung und Installationen im öffentlichen Raum (Auswahl)
- 1992: verschiedene Dinosaurier, Grundschule Badenstedt, Hannover[6]
- 1993: Denkmal „Wilhelm Bluhm“ in Hannover-Linden[2]
- 1995: Frösche, Henriettenstift[7]
- 1998: „Rudolf-Petzold-Brunnen“ auf dem Rathausplatz in Lehrte[2]
- 1999: Fischskulpturen auf dem Schmuckplatz in Hannover-Linden,[2] vor dem Fischfachgeschäft Hampe[8]
- 1999: Vogel, Gartenkolonie Badenstedt, Hannover[9]
- 2000: Ausstellung in der Orangerie im Englischen Garten in München[2]
- 2001: Ausstellung in der Städtischen Galerie Lehrte[2]
- 2002: Relief für die Kapelle im Altenzentrum Ricklingen, Hannover-Ricklingen[2]
- 2003: Ausstellung in der Orangerie im Englischen Garten, München[2]
- 2005: Projekt „Kibus“, Pfarrlandplatz in Hannover-Linden[2]
- 2005: Schildkröte, Pfarrlandplatz[10]
- 2005: Skulptur „Frösche“ auf der Limmerstraße, Hannover-Linden[2]
- 2007: Skulptur „Eule“, Ostland Wohnungsgenossenschaft, Hannover[2] Röttgerstraße[11]